# Stupid Girl (Madeline-Juno-Lied)
Stupid Girl (englisch für „Dummes Mädchen“) ist ein Lied der deutschen Singer-Songwriterin Madeline Juno. Das Stück ist die erste Singleauskopplung aus ihrem zweiten Studioalbum Salvation.

## Entstehung und Artwork
Stupid Girl wurde von der Interpretin selbst, gemeinsam mit den Koautoren Marcus Brosch und Michael Hunter Ochs geschrieben. Brosch zeichnete darüber hinaus auch für die Instrumentierung, Produktion und Programmierung verantwortlich. Die Instrumentierung und Programmierung erfolgte in Zusammenarbeit mit David Paulicke. Als Assistent stand ihnen Sebastian Zenke für die Programmierung zur Seite. Bei der Instrumentierung spielte Brosch Bass und Gitarre; während Paulicke am Keyboard zu hören ist. Paulicke war zudem für die Abmischung des Stücks zuständig.
Auf dem Frontcover der Single ist – neben Interpretenangabe und Liedtitel – Madeline Juno zu sehen. Es zeigt sie lediglich verschwommen, oberhalb der Brusthöhe, mit geschlossenen Augen. Das Artwork selbst ist in blassen Farben gehalten.

## Veröffentlichung und Promotion

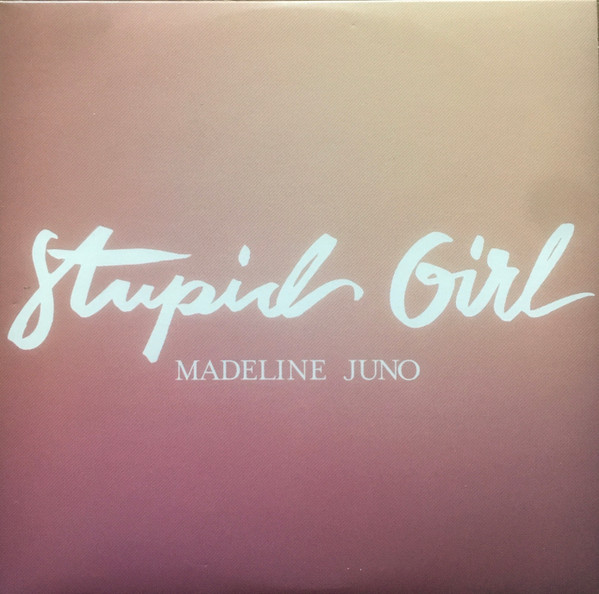
Frontcover zur Promo-Single.

Die Erstveröffentlichung von Stupid Girl erfolgte als Single am 12. Februar 2016. Diese erfolgte digital zum Download und Streaming durch das Musiklabel Embassy of Music. Neben dem Original verfügt die Single über zwei Remixversionen und einem Remix des Liedes Into the Night als B-Seite. Die zwei Remixe zu Stupid Girl stammen von B-Case und dem Produzententeam Madizin; der zu Into the Night von Sway Grey (DJ Shog). Für den Vertrieb war Tonpool zuständig, verlegt wurde das Lied durch Edition Zac Tenenbaum, Emma’s Park Music und Sony Music Publishing sowie dem Subverlag Kobalt Music Publishing.
2016 erschien zudem ein Promo-Tonträger auf CD, der lediglich das Original zu Stupid Girl beinhaltet. Zwei Wochen nach seiner Erstveröffentlichung erschien das Lied als Teil von Junos zweitem Studioalbum Salvation am 26. Februar 2016. Die „Deluxeversion“ beinhaltet auch den „Madizin Remix“ als Bonustitel.
Um das Lied zu bewerben, erfolgte unter anderem ein Liveauftritt im ZDF-Morgenmagazin am 2. Februar 2016. Am 14. Mai 2016 trat Juno mit dem Lied zur Hauptsendezeit während der ESC-Grand-Prix-Party von der Hamburger Reeperbahn auf. Darüber hinaus absolvierte sie mehrere Auftritte bei Radiostationen, wobei sie unter anderem bei Antenne 1, Dasding, MDR Sputnik oder NRJ das Lied in Akustikversionen darbot.

## Hintergrund
Bei Stupid Girl handelt es sich um die erste offizielle Singleveröffentlichung nach fast zwei Jahren, zuletzt erschien Like Lovers Do am 28. Februar 2014. Ende 2015 und Anfang 2016 erschienen mit Into the Night und Salvation lediglich zwei Promo-Tonträger.
Das Album und die Single entstanden unter der Situation, dass Juno ihr Musiklabel Universal Music verlassen und ihre Band verloren habe. In einem Interview mit Funk, das 2021 im Rahmen der Musiksendung Musik gegen die Einsamkeit erfolgte, äußerte sich Juno, das der Verlust der Band dadurch kam, dass sie diese über Jahre mit einem anderen „großen“ Künstler geteilt habe. Die Bandmitglieder seien ihre besten Freunde gewesen, ihre „Brüder“. Es sei nur eine Frage der Zeit gewesen, bis es irgendwann einmal nicht mehr auf diese Weise funktionieren würde, dass die ganze Band zweigleisig spiele. Sie und die Band hätten etwa ein halbes Jahr lang Auftritte absagen müssen und irgendwann musste man einfach mal sagen: „Ey, ganz kurz. Wir können nicht mehr die ganze Zeit Gigs absagen, weil wir keine Ersatzband haben, seit ihr weiter dabei oder nicht?“ Von einem Bandmitglied, dass für die ganze Band sprach, hieß es „nein“. Das habe ihr zu diesem Zeitpunkt „so krass“ das Herz gebrochen. Juno habe geglaubt, dass sie irgendwie sauer auf sich selbst und die Gesamtsituation gewesen sei, die sie nicht kontrollieren konnte. Sie habe gedacht, dass sie alles „neu“ haben wolle. Sie habe gewollt das alles „verschwindet“, dass sie von „neu anfangen“ könne. Dies sei einer der Gründe gewesen, warum sie im gleichen Jahr aus „irgendeiner Laune“ heraus Waldbrand geschrieben habe, in dem es genau darum ginge und fortan zur deutschsprachigen Musik wechselte. Juno erinnere sich noch ganz genau daran, dass sie gewollt habe, dass alle Leute, die wissen, was passiert sei, das hören und verstehen, was gerade zu diesem Zeitpunkt Phase sei, auch wenn es ihr selbst nichts bringen würde.

## Inhalt
Der Liedtext zu Stupid Girl ist in englischer Sprache verfasst; der Titel bedeutet ins Deutsche übersetzt „Dummes Mädchen“. Bei der GEMA ist darüber hinaus die Titelbezeichnung „Stupid Girls“ hinterlegt. Geschrieben und komponiert wurde das Stück gemeinsam von Marcus Brosch, Madeline Juno und Michael Hunter Ochs. Musikalisch bewegt sich das Lied im Bereich der elektronischen Musik und der Popmusik, stilistisch im Bereich des Synthiepops. Das Tempo beträgt 118 Schläge pro Minute. Die Tonart ist e-Moll. Inhaltlich handelt das Lied von der weiblichen Naivität in einer Liebesbeziehung. Juno beschreibt sich im Refrain dabei selbst als „dummes Mädchen“ („I’m such a stupid girl“). In einem „Track by Track“ beschrieb Juno den Titel als einen der humorvollsten und buntesten Stücke auf Salvation. Er handele von diesem großen Frauenproblem, dass man dem Typen die Welt zu Füßen lege, einfach alles tue, was man nur tun könne, um ihm zu zeigen, was man für ihn empfinde. Dieser scheine das nicht zu erkennen und man denke: „Bin ich jetzt schon wieder so dumm und falle zum zehnten Mal auf die Schnauze und lerne nicht dazu, ist das wirklich der Fall?“
Aufgebaut ist das Lied auf einem Intro, zwei Strophen, einem Refrain, einer Bridge und einem Outro. Es beginnt zunächst mit dem Intro, das lediglich aus der Zeile „And then again“ (englisch für „Und einerseits“) besteht. An dieses schließt sich die erste Strophe an, die als Achtzeiler geschrieben wurde. Auf die erste Strophe folgt erstmals der Refrain, der sich aus sechs Zeilen zusammensetzt. Der gleiche Aufbau wiederholt sich mit der zweiten Strophe. Nach dem zweiten Refrain erfolgt als musikalisches Zwischenstück die Bridge, die ebenfalls als Sechszeiler verfasst wurde. An die Bridge schließt sich eine Wiederholung der ersten vier Zeilen der zweiten Strophe an, ehe das Lied mit dem Outro endet. Dieses besteht aus einer Wiederholung der letzten Zeilen des Refrain. Der Hauptgesang stammt alleine von Juno, im Hintergrund ist darüber hinaus die Stimme von Neele Ternes zu hören.
| „I keep laying my life right there in your hands. I keep holding on, but it doesn’t make any sense. You keep pushing me off of the top, of the top of the world. I’m such a stupid girl, such a stupid girl, girl, oh. Such a stupid girl, girl, oh, stupid girl, girl, oh. I’m such a stupid girl, oh.“ – Refrain, Originalauszug | „Ich lege immer wieder mein Leben in deine Hände. Ich halte weiter fest, aber es macht überhaupt keinen Sinn. Du schubst mich immer weiter von der Spitze, von der Spitze der Welt. Ich bin so ein dummes Mädchen, so ein dummes Mädchen, Mädchen, oh. Dummes Mädchen, Mädchen, oh, dummes Mädchen, Mädchen, oh. Ich bin so ein dummes Mädchen, oh.“ – Refrain, Übersetzung |

## Musikvideo
Zu Stupid Girl erschienen zwei offizielle Musikvideos, die beide Mitte Januar 2016 in Santa Monica (Kalifornien, Vereinigte Staaten) gedreht wurden. Beide Videos entstanden unter der Regie von Philipp Gladsome.
Das erste Video zur Originalversion von Stupid Girl feierte seine Premiere am 15. Februar 2016 auf YouTube. Diese zeigt an drei Tagen den Alltag Junos in Santa Monica. Sie verlässt morgens das Haus, spaziert durch die Straßen, holt sich einen Kaffee und erledigt ihre Wäsche in einer Wäscherei. An allen Orten erinnert sie sich immer wieder an Situationen mit ihrem Freund, bei denen die beiden oft streiten oder sie vernachlässigt wird. Das Video endet damit, das am letzten Tag, wie an den Tagen zuvor, dieser nochmals im Rückverlauf zu sehen ist und am Ende, anders als die Tage zuvor, ein Einblick in das Haus gewährt wird, in dem man die beiden zusammen auf eine Couch sitzen sieht und Juno ihren Kopf auf seine Schultern gelegt hat. Die Gesamtlänge des Videos beträgt 3:59 Minuten.
Das zweite Musikvideo zu Stupid Girl (Madizin Remix) feierte seine Premiere am 20. März 2016 auf YouTube. Dieses lässt sich in zwei Abschnitte unterteilen. Zum einen sieht man Juno vor einer türkisfarbigen Wand, während sie das Lied singt; zum anderen sieht man sie in einem fahrenden Cabriolet als Beifahrerin, während sie ebenfalls das Lied singt. Mit den Szenen vor der türkisfarbigen Wand wurde das Artworkkonzept des Albums Salvation aufgegriffen. Die Gesamtlänge dieser Version beträgt 3:33 Minuten.

## Mitwirkende
| Liedproduktion - Marcus Brosch: Bass, Gitarre, Komponist, Liedtexter, Musikproduzent, Programmierung - Madeline Juno: Gesang, Komponist, Liedtexter - Michael Hunter Ochs: Komponist, Liedtexter - David Paulicke: Abmischung, Keyboard, Programmierung - Neele Ternes: Begleitgesang - Sebastian Zenke: Programmierung-Assistenz Visualisierung - Philipp Gladsome: Regisseur (Musikvideo) | Unternehmen - Edition Zac Tenenbaum: Verlag - Embassy of Music: Musiklabel - Emma’s Park Music: Verlag - Kobalt Music Publishing: Subverlag - Sony Music Publishing: Verlag - Tonpool: Vertrieb |

## Rezensionen
Lena Zschirpe von Plattentests.de bewertete Salvation mit fünf von zehn Punkten. In ihrer Rezension ist sie der Meinung, dass Stupid Girl mit satten Beats starte, mit elektronischen Gefilden und Junos Stimme, die hier ihre sonstige Zerbrechlichkeit überspielen könne. Obwohl der Klang sich nicht vollkommen aufdränge, wirke die bisherige Singleauskopplung für das „Schwarzwaldmädchen“ zu überladen – dabei könne man ihr nicht einmal vorwerfen, gravierende Fehler zu machen. Wie schon bei ihrem Debüt The Unknown wolle sie nur zu viel und alles auf einmal.
Kai Butterweck von laut.de vergab zwei von fünf Sternen für Salvation. Er beschrieb dabei Stupid Girl mit wummernden Beats und viel elektronisches Tamtam, was die erste Single des Albums Richtung Dancefloor treibe. Die Hüften würden kreisen und der Schweiß fließe. im Ohr bleibe aber nur wenig hängen. Irgendwie würden die vielen Rädchen alle nicht so richtig ineinander greifen wollen.
Bradley Stern vom US-amerikanischen Musik-Blog MuuMuse setzte Salvation auf Rang zehn der „Alben des Jahres 2016“. Er ist der Meinung, dass Stupid Girl zu Recht als ein einziger Synthipop-Titel, der um übermäßiges Selbstbewusstsein und Selbsthass handele, heraussteche (And Stupid Girl (…) rightfully stands out as a single worthy moment of overly self-aware, self-loathing synth-pop).
Die überregionalen Hörfunksender 1 Live und bigFM präsentierten das Stück in ihren wöchentlichen Neuvorstellungen „Neu für den Sektor“ beziehungsweise „New Music Monday“. bigFM beschrieb das Lied dabei unter anderem als Verführung mit klaren Melodien und emotionaler Stimme.